# M2 (Nordirland)
M2 är en motorväg i Nordirland i Storbritannien. Motorvägen är tvådelad och därför bär två olika sträckor beteckningen M2. Den södra, längre delen går från Belfast till Antrim. Detta är den mer trafikerade delen av M2. Den andra, nordliga delen, är en förbifart vid Ballymena. Det var meningen att det skulle vara en enda motorväg men denna blev inte färdig. M2 utgör också en delar av europavägarna E1 och E16.
Nordirland har ett eget nummersystem. Därför har denna motorväg inget samband varken med M2 i England eller med M2 i Republiken Irland.